# Slugovo
Slugovo je naselje v Občini Cerknica.